# Зенович, Андрей Витальевич
Андрей Витальевич Зенович (23 июля 1962, Ростов-на-Дону) — советский и российский волейбольный судья, арбитр FIVB.

## Биография
Андрей Зенович родился в семье известного волейбольного тренера, многолетнего наставника ростовского СКА Виталия Григорьевича Зеновича. Первый опыт судейства получил ещё в 13—14 лет, когда судил двусторонние игры, помогая отцу на тренировках СКА. В то время Зенович-младший также занимался футболом, но к 16 годам сильно прибавил в росте и полностью переключился на волейбол. В 1983—1985 годах выступал за СКА, в 1985-м выполнил разряд кандидата в мастера спорта по волейболу. Окончил Ростовский институт народного хозяйства (1983).
С 1988 года Андрей Зенович судил матчи чемпионата СССР в первой лиге, в 1990 году провёл первый матч в высшей лиге с участием киевского «Локомотива» и ЦСКА. Неоднократно входил в утверждаемые Всероссийской коллегией судей списки десяти сильнейших арбитров страны по волейболу и пляжному волейболу.
В 1995 году стал судьёй международной категории, в 2000 году — арбитром FIVB. Работал на Играх доброй воли (1994), еврокубках (с 1995 года), Мировой лиге (1997—2017) и Лиге наций (2018, 2019), чемпионатах мира среди молодёжных команд (1997, 1999, 2001, 2005), женских чемпионатах мира (1998, 2002, 2006, 2010), мужских чемпионатах мира (2014, 2018), Кубке мира (1999, 2007, 2011, 2015, 2019), чемпионатах Европы среди мужских команд (2001, 2003, 2005, 2007, 2011, 2013, 2015, 2017), чемпионате Европы среди женских команд (2009), Всемирном Кубке чемпионов (2005, 2009, 2013, 2017) и Олимпийских играх (2008, 2012, 2016), а также на соревнованиях по пляжному волейболу.
В биографии Андрея Зеновича есть несколько решающих поединков крупных турниров: в 2003 и 2011 годах он был вторым арбитром финалов чемпионатов Европы среди мужских команд, 11 августа 2012 года в Лондоне судил на вышке финальный матч женского олимпийского турнира между сборными Бразилии и США, 21 августа 2016 года в Рио-де-Жанейро был первым судьёй мужского олимпийского финала Италия — Бразилия.
26 декабря 2020 года завершил судейскую карьеру финальным матчем Кубка России между петербургским «Зенитом» и московским «Динамо».
С 2005 года Андрей Зенович входит в состав президиума Всероссийской коллегии судей, курирует региональную коллегию Южного федерального округа. С 2010 года работает в должности вице-президента Ростовской областной федерации волейбола.

## Публикации
- Зенович А. В. Организация и проведение соревнований по волейболу. — Ростов-на-Дону, 1999. — 42 с.
- Дукальская A. B., Зенович A. B. Методика организации, проведения и судейства соревнований по волейболу: Учебное пособие. — Ростов-на-Дону, 2000. — 98 с.